# 南部重清
南部 重清（なんぶ しげきよ）は、室町時代後期の北面武士。甲斐国の高下村で隠居後、仙洞田氏を興す。

## 生涯
山梨県南部町の諏訪明神社に所蔵する南部氏系図によれば、重清は南部為重の曾孫に当たり、同神社を嘉吉3年（1443年）に造営した南部元時とは又従兄弟の関係にある。この元時の系統は戦国時代に武田氏に圧迫されて河西氏を名乗っている。北面武士に列していた重清は、応仁の乱の兆候に伴い再び京に向い、長引く戦乱に音信が途絶えたと伝わるが、浅黄姫の没した9年後に亡くなっている。

### 伝記
山梨県南巨摩郡増穂町（現在の富士川町）に伝わる伝記によれば、南部次郎重清は後花園天皇の時代に上洛して北面武士にあり、天皇に重用され苗字と寵姫、浅黄ノ御前を賜り賜暇を得て甲斐の閑地を尋て康正年間中高下邑に至る。幸い妙楽寺無住にして堂破損と聞き里人に此処を假居とした。土地を大いに開拓して賜った苗字「仙洞」に田を加え仙洞田次郎重清と更める。後に地名となり今に仙洞田という。しかし戦乱を呪い僻土を憂いた浅黄姫は近くの淵に身を投げて川下で侍女も後を追った。その後この辺りを通行する者に必ず、溺死、病災等の異変があり里人は恐れて本山六世日顕に乞い、その霊を姫宮大明神と呼んで村の鎮守とした。後、諏訪大明神と名前を変える。それぞれの淵の傍には姫と侍女の墓碑がある。重清と浅黄の墓所は同町内の延寿寺にあり、姫の菩提を弔う為に重清が建てたと伝わり一族の墓がある。

### 時代考証
- 応仁の乱   応仁元年（1467年）- 文明9年（1477年）
- 戦国時代　応仁元年1467年（1493年）– 天正18年（1590年）
- 伏見宮貞成親王  在世：応安5年3月5日　（1372年4月9日） - 康正2年8月29日（1456年9月28日）
- 伏見宮貞成親王 文安4年（1447年）太上天皇の尊号が奉られ、法皇となる。
- 後花園天皇　 　在位：正長元年7月28日（1428年9月7日） - 寛正5年7月19日（1464年8月21日）
- －－－－－　　 譲位：寛正5年7月19日（1464年8月21日）成仁親王（後土御門天皇）へ譲位して太上天皇となる。
- －－－－－　 　在世：応永26年6月18日 (1419年7月10日）- 文明2年12月27日（1471年1月18日）

## 関連サイト
- ゆずの里「絶景ラン＆ウォーク大会」